# Gorgias (Platon)
Acest articol se referă la Gorgias, dialogul lui Platon. Pentru filosoful grec, vezi Gorgias.
Gorgias (în greacă veche Γοργίας) este un dialog scris de Platon, ale cărui personaje sunt Socrate și doi celebri maeștri ai retoricii: Gorgias și discipolul său Polos. Discuția are loc acasă la Callicles, un tânăr atenian ambițios care va lua parte și el la conversație.
Socrate îi cere lui Gorgias să definească obiectul învățăturii sale; Poilos răspunde în locul lui Gorgias că este vorba de cea mai bună dintre arte. În același timp, dialogul se va apleca asupra naturii retoricii și asupra avantajelor pe care ea pretinde că le oferă. Prin mizele politice și morale, retorica este concurenta filosofiei. Critica intransigentă pe care o îndreaptă Socrate împotriva artei oratorice este în același timp o apologie ferventă în favoarea vieții filosofice.